# František Franěk
František Franěk (Praga, 10 febbraio 1901 – Praga, 14 novembre 1973) è stato un pallanuotista cecoslovacco.
È stato un membro della Cecoslovacchia che ha partecipato ai Giochi di Anversa 1920 e di Parigi 1924.